# Onezyfor (Ponomariow)
Onezyfor, imię świeckie Piotr Aleksiejewicz Ponomariow (ur. 20 sierpnia?/1 września 1881 w Riażsku, zm. 10 sierpnia 1966 w Odessie) – rosyjski biskup prawosławny.

## Życiorys
Ukończył seminarium duchowne w Saratowie w 1901. Następnie podjął pracę psalmisty w cerkwi Wniebowstąpienia Pańskiego w stanicy Nowomińskiej na Kubaniu. Po pięciu latach rozpoczął studia teologiczne w Petersburskiej Akademii Duchownej; ukończył je w 1910, uzyskując tytuł kandydata nauk teologicznych. W latach 1910–1918 był nauczycielem języka rosyjskiego w szkole duchownej w Jedincach w Besarabii. Następnie przez dwa lata uczył języka greckiego w seminarium duchownym w Kamieńcu Podolskim. 30 marca 1920 przyjął święcenia kapłańskie z rąk biskupa podolskiego Pimena. Przez kolejne dziewięć lat służył w cerkwi Podwyższenia Krzyża Pańskiego w Makowie. W 1929 został skazany na trzy lata łagrów. Karę odbył w pełnym wymiarze. Następnie w latach 1932-1935 przebywał na zesłaniu na północy Rosji. Po powrocie z zesłania skontaktował się z biskupem tulskim Onezymem, który powierzył mu stanowisko proboszcza parafii w Żmurowie. Ten sam duchowny 29 listopada 1935 przyjął od niego wieczyste śluby mnisze. Rok później hieromnich Onezym otrzymał godność archimandryty. W kolejnych latach służył w eparchii tulskiej, w tym od 1938 do 1945 w cerkwi w Towarkowie.
27 lutego 1945 w Moskwie przyjął chirotonię biskupią z rąk patriarchy moskiewskiego i całej Rusi Aleksego oraz biskupa tulskiego i bielowskiego Witalisa. Został ordynariuszem eparchii pińskiej i brzeskiej. Urząd sprawował jednak tylko od lutego do października 1945, po czym został przeniesiony na katedrę kałuską i borowską. W 1960 z powodu złego stanu zdrowia odszedł w stan spoczynku i zamieszkał w monasterze Zaśnięcia Matki Bożej w Odessie. W klasztorze pełnił obowiązki kronikarza. W 1964 został podniesiony do godności arcybiskupiej. Dwa lata później zmarł i został pochowany na cmentarzu mnichów monasteru.